# 青山正一
青山 正一（あおやま しょういち、1905年（明治38年）2月9日 - 1972年（昭和47年）6月6日）は、昭和期の水産業関係者、実業家、政治家。参議院議員。

## 経歴
石川県出身。中央大学法学部を修了した。
農林省嘱託、京都水産業会長、京都漁業組合連合会長、京都商工会議所参与、全国漁村同盟委員長、財団法人水産研究会理事、京都水産 (株) 会長、大日本水産会理事、日本定置網漁業組合理事、日本旋網漁業協会副会長、日ソ漁業対策協議会副会長などを務めた。
1947年（昭和22年）4月の第1回参議院議員通常選挙で全国区から無所属で立候補して初当選し、1953年（昭和28年）4月の第3回通常選挙で全国区から自由党公認で立候補して再選され、参議院議員に連続2期在任した。この間、第4次吉田内閣・北海道開発政務次官、参議院法務委員長などを務めた。1959年（昭和34年）6月の第5回通常選挙に全国区から自由民主党公認で立候補したが落選した。
1972年（昭和47年）6月6日、死去した。67歳没。同月9日、特旨を以て位記を追賜され、死没日付をもって従四位勲二等に叙され、瑞宝章を追贈された。